# Rosa agrestis
Rosa agrestis là loài thực vật có hoa trong họ Hoa hồng. Loài này được Savi miêu tả khoa học đầu tiên năm 1798.

## Hình ảnh

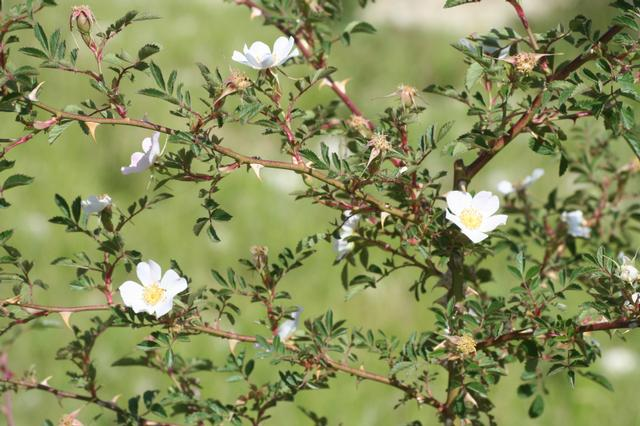
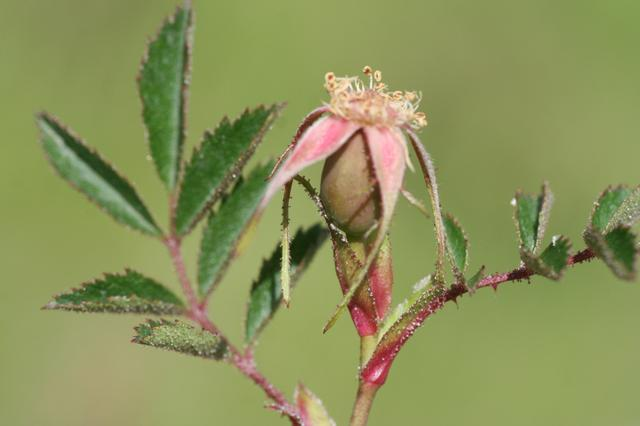
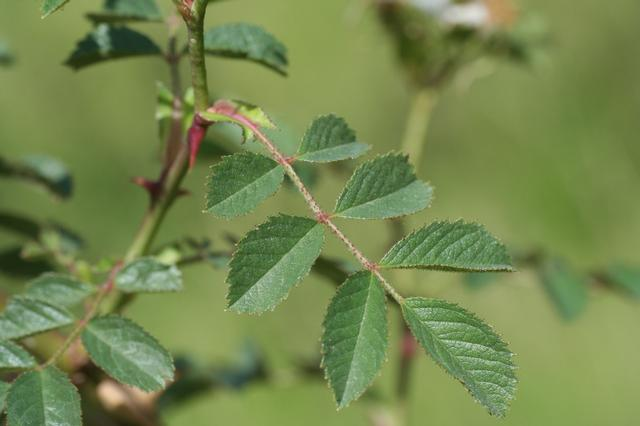
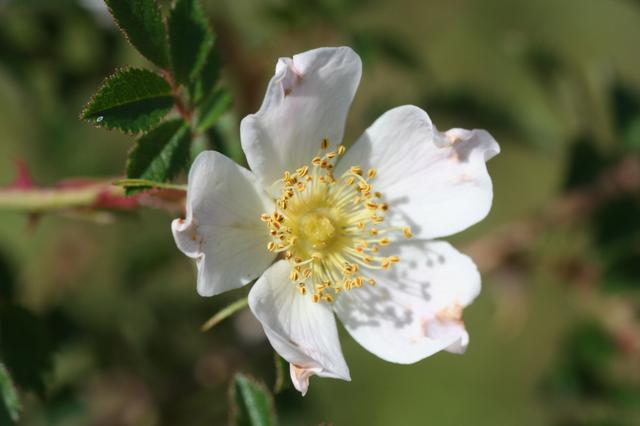